# Тутракан
Тутракан (буг. Тутракан, рум. Turtucaia) град је у Републици Бугарској, у северном делу земље, седиште истоимене општине Тутракан у оквиру Силистранске области.

## Географија
Положај: Тутракан се налази у северном делу Бугарске. Од престонице Софије град је удаљен 370 km североисточно, а од обласног средишта, Силистре град је удаљен 55 km западно.
Рељеф: Област Тутракана се налази у области бугарског Подунавља. Град се сместио у бреговитом подручју изнад самог Дунава, на приближно 100 m надморске висине.
Клима: Клима у Тутракану је континентална.
Воде: Тутракан се налази на десној обали реке Дунав, који је граница према суседној Румунији.

## Историја
Област Тутракана је првобитно било насељено Трачанима, а после њих овом облашћу владају стари Рим и Византија. Јужни Словени ово подручеје насељавају у 7. веку. Од 9. века до 1373. године област је била у саставу средњовековне Бугарске.
Крајем 14. века област Тутракана је пала под власт Османлија, који владају облашћу 5 векова.
Место Тотракан на десној обали Дунава, имало је сталну "камарашију" (трговачко представништво) компаније српског богаташа "Капетан Мише" - Мише Анастасијевића. Као и код осталих 22 сталних, при њима је било неколико чиновника као посада: пословођа, секретар, новчар (касир), двоје кантарџија и чувар.
Године 1878. град је постао део савремене бугарске државе. Насеље постоје убрзо средиште окупљања за села у околини, са више јавних установа и трговиштем. Између два светска рата Тутракан је био у саставу Румуније под називом Туртукаја.

## Становништво
По проценама из 2007. године Тутракан је имао око 10.000 становника. Огромна већина градског становништва су етнички Бугари. Остатак су махом Роми и Турци. Последњих деценија град губи становништво због удаљености од главних токова развоја у земљи.
Претежан вероисповест месног становништва је православна (90%), а мањинска ислам.

## Галерија
- Војно гробље